# Устинов Дмитро Федорович
Усти́нов Дмитро́ Фе́дорович (17 (30) жовтня 1908, Самара — 20 грудня 1984, Москва) — радянський політичний і військовий діяч, Міністр оборони СРСР (1976–1984), Маршал Радянського Союзу (1976), Герой Радянського Союзу (1978), Двічі Герой Соціалістичної Праці (1942, 1961), Герой МНР (1981), Герой ЧССР (1982). Член ЦК КПРС у 1952—1984 роках. Кандидат у члени Політбюро ЦК КПРС з 26 березня 1965 по 5 березня 1976 року. Член Політбюро ЦК КПРС з 5 березня 1976 по 20 грудня 1984 року. Депутат Верховної Ради СРСР 2-го, 4—11-го скликань.

## Біографія
Народився 30 жовтня 1908 року в місті Самарі в сім'ї робітника.
У 1922–1923 роках служив в Червоній Армії, після чого закінчив профтехшколу і Ленінградський військово-механічний інститут. У 1927-29 роках працював слюсарем на Балахнінському паперовому комбінаті, потім на фабриці в Іваново. Член ВКП(б) /КПРС з 1927 року.
З 1934 року — інженер в Артилерійському морському НДІ, начальник бюро експлуатації і дослідних робіт; з 1937 року — інженер-конструктор, заступник головного конструктора і директор ленінградського заводу «Більшовик».
Незадовго до початку німецько-радянської війни Д. Ф. Устинов, за вказівкою І. В. Сталіна, був призначений народним комісаром озброєння СРСР. На цій посаді працював над забезпеченням масового виробництва озброєння, освоєнням виготовлення нових видів озброєння.
Указом Президії Верховної Ради СРСР від 3 червня 1942 року за успіхи в керівництві наркоматом озброєння Устинову Дмитру Федоровичу присвоєно звання Героя Соціалістичної Праці з врученням ордена Леніна (№ 8117) і золотої медалі «Серп і Молот» (№ 24).
У 1946-53 роках генерал-полковник-інженер артилерійської служби Д. Ф. Устинов — міністр озброєння, в 1953-57 роках він — міністр оборонної промисловості СРСР, а в 1957-63 роках — заступник Голови Ради Міністрів СРСР.
Указом Президії Верховної Ради СРСР від 17 червня 1961 року за видатні заслуги в розвитку ракетної техніки і забезпечення успішного польоту Гагаріна в космічний простір Устинов Дмитро Федорович нагороджений другою золотою медаллю «Серп і Молот» (№ 89).
У 1963-65 роках Д. Ф. Устинов — 1-й заступник Голови Ради Міністрів СРСР, голова Вищої Ради Народного Господарства СРСР, а з 26 березня 1965 по 26 жовтня 1976 року — секретар Центрального Комітету Комуністичної партії Радянського Союзу, координуючи і направляючи на цій посаді роботу наукових установ, конструкторських бюро та промислових підприємств оборонно-промислового комплексу СРСР.
З кінця квітня 1976 року генерал армії Устинов Д. Ф.  — міністр оборони СРСР.
30 липня 1976 року йому присвоєно найвище військове звання СРСР «Маршал Радянського Союзу».

## Військові звання
- генерал-лейтенант інженерно-артилерійської служби (24 січня 1944)
- генерал-полковник інженерно-артилерійської служби (18 листопада 1944)
- генерал армії (29 квітня 1976)
- Маршал Радянського Союзу (30 липня 1976)

## Нагороди
- Герой Радянського Союзу (27.10.1978);
- двічі Герой Соціалістичної Праці (03.06.1942, 17.06.1961);
- Одинадцять орденів Леніна (08.02.1939, 03.06.1942, 05.08.1944, 08.12.1951, 20.04.1956, 21.12.1957, 29.10.1958, 29.10.1968, 02.12.1971, 27.10. 1978, 28.10.1983);
- Орден Суворова I ступеня (16.09.1945);
- Орден Кутузова I ступеня (18.11.1944);
- Сімнадцять медалей СРСР;
- Лауреат Ленінської премії (20.04.1982);
- Лауреат Сталінської премії I ступеня (16.12.1953);
- Лауреат Державної премії СРСР (05.02.1983).

## Твори
1. Устинов Д. Ф. // Куценко А. Маршалы и Адмиралы флота Советского Союза. Киев.:Полиграфкнига, 2007, С. 335–343
2. Устинов Д. Ф. // Маршалы Совестского Союза. Личные дела рассказывают / Институт военных историко-патриотических проблем и сследований. — М.:Любимая книга, 1996, С. 73—74 ISBN 5-7656-0012-3
3. Устинов Д. Ф. // Герои Советского Союза: Краткий биографический словарь в двух томах. Т. 2. Любов—Ящук / Пред. ред. коллегии И. Н. Шкадов. — М.: Воениздат, 1988. С. 631 ISBN 5-203-00536-2
4. Прослушать Речь Д. Ф. Устинова. Война во Вьетнаме.[недоступне посилання з червня 2019]